# François Durovray
François Durovray, né le 4 mars 1971 à Paris, est un homme politique français.
Ancien maire de Montgeron dans le département de l'Essonne et ancien conseiller régional d'Île-de-France, il est président du conseil départemental de l'Essonne depuis le 2 avril 2015.
Il est membre du conseil de surveillance de la Société du Grand Paris, administrateur d’Île-de-France Mobilités et président de l'association Grande Couronne Capitale (regroupant tous les départements d’Île-de-France).
Du 21 septembre 2024 au 23 décembre 2024, il est ministre délégué, chargé des Transports, au sein du gouvernement Michel Barnier.

## Origines et débuts
Né dans le 12e arrondissement de Paris le 4 mars 1971, François Durovray passe son enfance à Bures-sur-Yvette, dans l’Essonne, avec ses trois frères et sœur. Il est issu d'une famille catholique, peu intéressée par la politique. François Durovray est père de trois enfants.
Il s'engage au RPR par l'intermédiaire du père de l’un de ses amis d’enfance, qui l'emmène à une réunion du parti. Il commence à militer à 16 ans et devient responsable des jeunes RPR de l’Essonne à 19 ans. En 1989, alors âgé d’à peine 18 ans, il se présente aux municipales à Bures-sur-Yvette. En 1994, il dirige la campagne électorale de Nicolas Dupont-Aignan, candidat à la mairie d’Yerres.
Il choisit de mener ses études « en fonction de [son] militantisme ». En juin 1995, il obtient un diplôme d'études supérieures spécialisées (DESS) de droit public, gestion des collectivités locales à l'université Panthéon-Sorbonne et devient à 24 ans directeur de cabinet de Nicolas Dupont-Aignan, alors membre du RPR, à la mairie d’Yerres, avant de devenir son premier adjoint en 2001,.

## Mandats et fonctions

### Mandats municipaux et intercommunaux
En 2001, il devient premier maire-adjoint d'Yerres, fonction qu'il occupe jusqu’en 2008. Il est élu durant cette période président de l’opposition départementale par ses collègues.
En 2008, il est candidat aux élections municipales à Montgeron, et perd l'élection au second tour de 138 voix.
En janvier 2014, il est de nouveau candidat aux élections municipales à Montgeron et remporte l'élection en mars en obtenant 58,26 % au 1er tour face à Aude Bristot (Union de la gauche) 30,69 % et Patrice Cros (Divers droite) 11,04 %
En avril 2014, il est élu président de la communauté d'agglomération Sénart Val de Seine, qu'il préside jusqu'à sa fusion avec la communauté d'agglomération du Val d'Yerres pour former la communauté d'agglomération Val d'Yerres Val de Seine le 1er janvier 2016, dont il devient le 1er vice-président. À la suite de la démission de Nicolas Dupont-Aignan, réélu député et frappé à ce titre par la législation limitant le cumul des mandats, François Durovray lui succède le 25 juillet 2017 comme président de la communauté d'agglomération Val d'Yerres Val de Seine.

### Mandats départementaux
En 2001, il est élu conseiller général d'Yerres.
En mars 2015, il se présente avec Nicole Poinsot aux élections départementales dans le canton de Vigneux-sur-Seine. À l'issue du premier tour, le binôme est en ballotage favorable après avoir recueilli 40,96 % des voix. Il est élu au second tour avec 58,87 % des voix. François Durovray se présente pour être président du conseil départemental de l'Essonne, comme candidat de l'UMP face à Georges Tron alors pressenti pour prendre la tête du conseil départemental. Ce dernier décide finalement de retirer sa candidature à ce poste,. François Durovray est élu président du conseil départemental de l'Essonne le 2 avril 2015 et démissionne alors de son mandat de maire, mais demeure cependant premier adjoint au maire de la commune de Montgeron.
En tant que président du conseil départemental de l'Essonne, il est membre du conseil de surveillance de la Société du Grand Paris depuis avril 2015.
Lors des élections départementales de 2021, il est largement réélu conseiller départemental de Vigneux-sur-Seine avec sa nouvelle co-listière Samia Cartier, par 65,43 % des suffrages exprimés.

### Mandats régionaux
Soutenu par Nathalie Kosciusko-Morizet et Valérie Pécresse, il est élu au conseil régional d'Île-de-France en 2010, mandat qu'il occupe jusqu'en 2015.

### Fonctions et mandats nationaux
Aux élections législatives anticipées de 2024, il se présente dans la huitième circonscription de l'Essonne. Arrivé troisième au premier tour avec 27,38% des voix, il refuse de se retirer contre le candidat LFI du Nouveau Front populaire, Beranger Cernon, et l'extrême droite représentée dans la circonscription par Nicolas Dupont-Aignan et se maintient au second tour où il termine également troisième avec 22% des voix.
Il est nommé le 21 septembre 2024 ministre délégué chargé des Transports dans le gouvernement Michel Barnier, renversé par une motion de censure le 4 décembre 2024. Il n'est pas reconduit dans le gouvernement Bayrou, où il est remplacé par Philippe Tabarot.

## Prises de position
Après l'alliance passée par Nicolas Dupont-Aignan avec Marine Le Pen entre les deux tours de l'élection présidentielle de 2017, il demande, avec d’autres maires de la communauté d'agglomération Val d'Yerres Val de Seine, la démission de Nicolas Dupont-Aignan de la présidence de cette dernière.
Il soutient Xavier Bertrand pour l'élection présidentielle de 2022, dont il est l'un des porte-paroles et rejoint le mouvement fondé par ce dernier, Nous France. À la suite du congrès organisé par Les Républicains, il soutient la candidature de Valérie Pécresse.

## Synthèse des résultats électoraux

### Élections législatives
| Année | Parti | Parti | Circonscription | 1er tour | 1er tour | 1er tour | 2d tour | 2d tour | 2d tour | Issue |
| Année | Parti | Parti | Circonscription | Voix     | %        | Rang     | Voix    | %       | Rang    | Issue |
| ----- | ----- | ----- | --------------- | -------- | -------- | -------- | ------- | ------- | ------- | ----- |
| 2024  |       | LR    | 8e de l'Essonne | 13 532   | 27,38    | 3e       | 10 960  | 22,00   | 3e      | Battu |

## Publications
- Le Monde de près, éditions de l'Aube, coll. « Bibliothèque des territoires », 3 août 2020 (ISBN 978-2815941013).

## Pour approfondir